# Dorfkirche Riehen

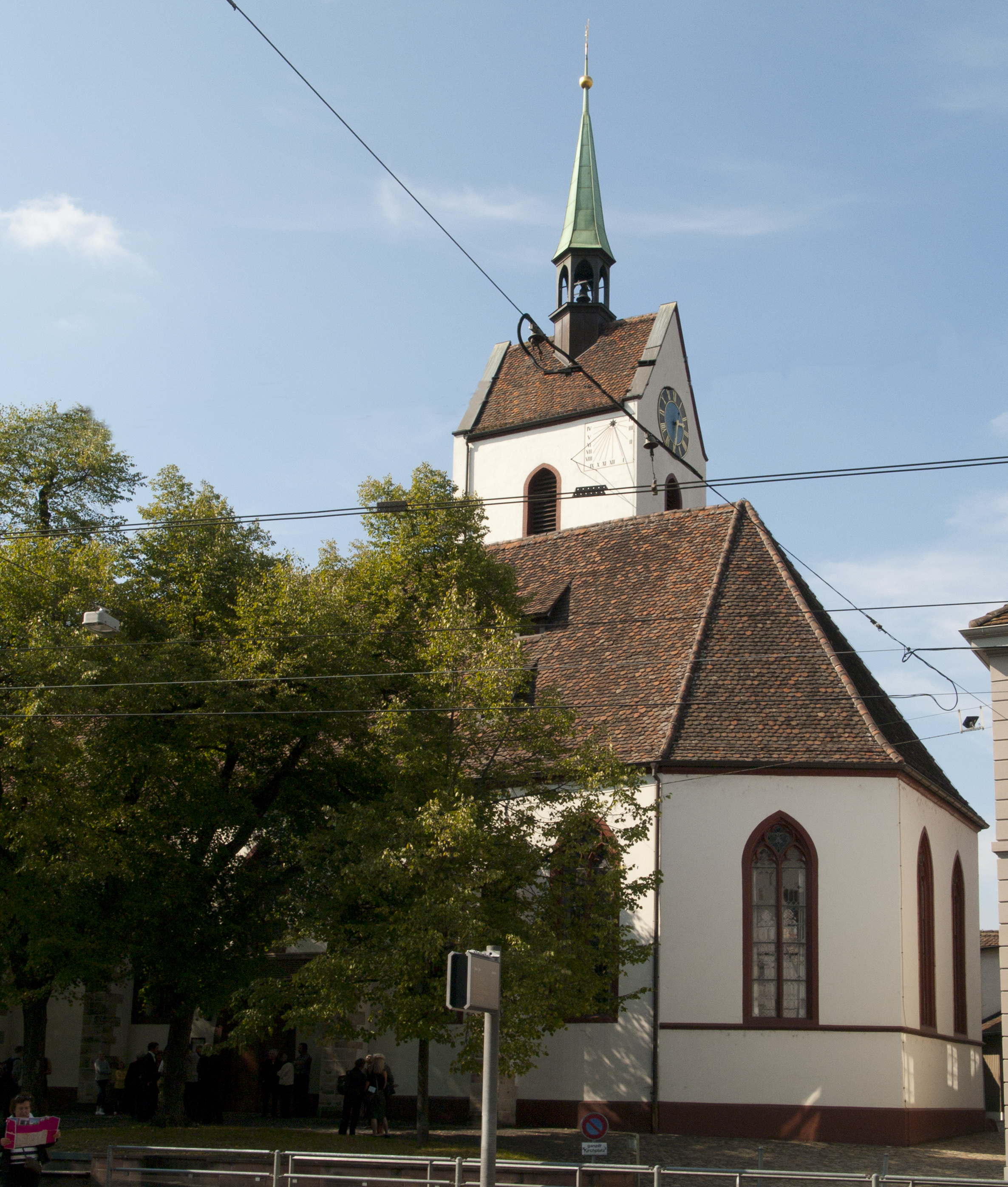
Dorfkirche Riehen

Die Dorfkirche Riehen ist eine evangelisch-reformierte Kirche in der Schweizer Gemeinde Riehen im Kanton Basel-Stadt. Sie liegt an der Baselstrasse und markiert den historischen Dorfkern von Riehen.

## Baugeschichte
Nach den Ergebnissen bisheriger Bauforschungen stammen früheste Fundamente bereits aus dem 10. Jahrhundert (Vorromanik). Im 12. Jahrhundert (Frühgotik) entstand an dieser Stelle eine Kirchenburg. In der Umgebung fand man 1942 Reste einer Befestigungsanlage und eines ebenfalls mittelalterlichen Herrenhofes. Die ursprünglich dem Heiligen Martin geweihte, erstmals 1157 erwähnte Kirche, wurde beim Basler Erdbeben vom 18. Oktober 1356 zerstört und in der Spätgotik durch einen Bau mit relativ schmalem Kirchenschiff ersetzt. Nachdem Riehen 1522 zu Basel gekommen war, wurde 1528 der Übertritt zur Reformation vollzogen und die Dorfkirche ging 1540 in den Besitz der Stadt Basel über.
Der neue Kirchturm wurde 1395 erbaut und 1544 sowie 1612 auf die heutigen 41 Meter erhöht. Er ist bis heute das höchste Bauwerk in Riehen. Auf dem Satteldach des Turmes sitzt ein aus späterer Zeit stammender, spitzer, im Grundriss hexagonaler Dachreiter, der einen eigenen kleinen Glockenstuhl birgt und von einem Wetterhahn über einer Turmkugel gekrönt ist.
Aus einem Umbau im Jahre 1693/94 ging die spätgotische Kirche mit erweitertem Kirchenschiff hervor. In dieser Gestalt blieb der Bau im Wesentlichen bis heute erhalten. 1910/11 ging die Dorfkirche auf die Evangelisch-reformierte Kirche des Kantons Basel-Stadt über. Immer wieder wurden Renovationen zum Erhalt des Bauwerks durchgeführt, wichtige Renovationen fanden danach 1768/69, 1838/39, 1879/80, 1941/43 sowie 1992/93 (aussen) statt.

## Beschreibung

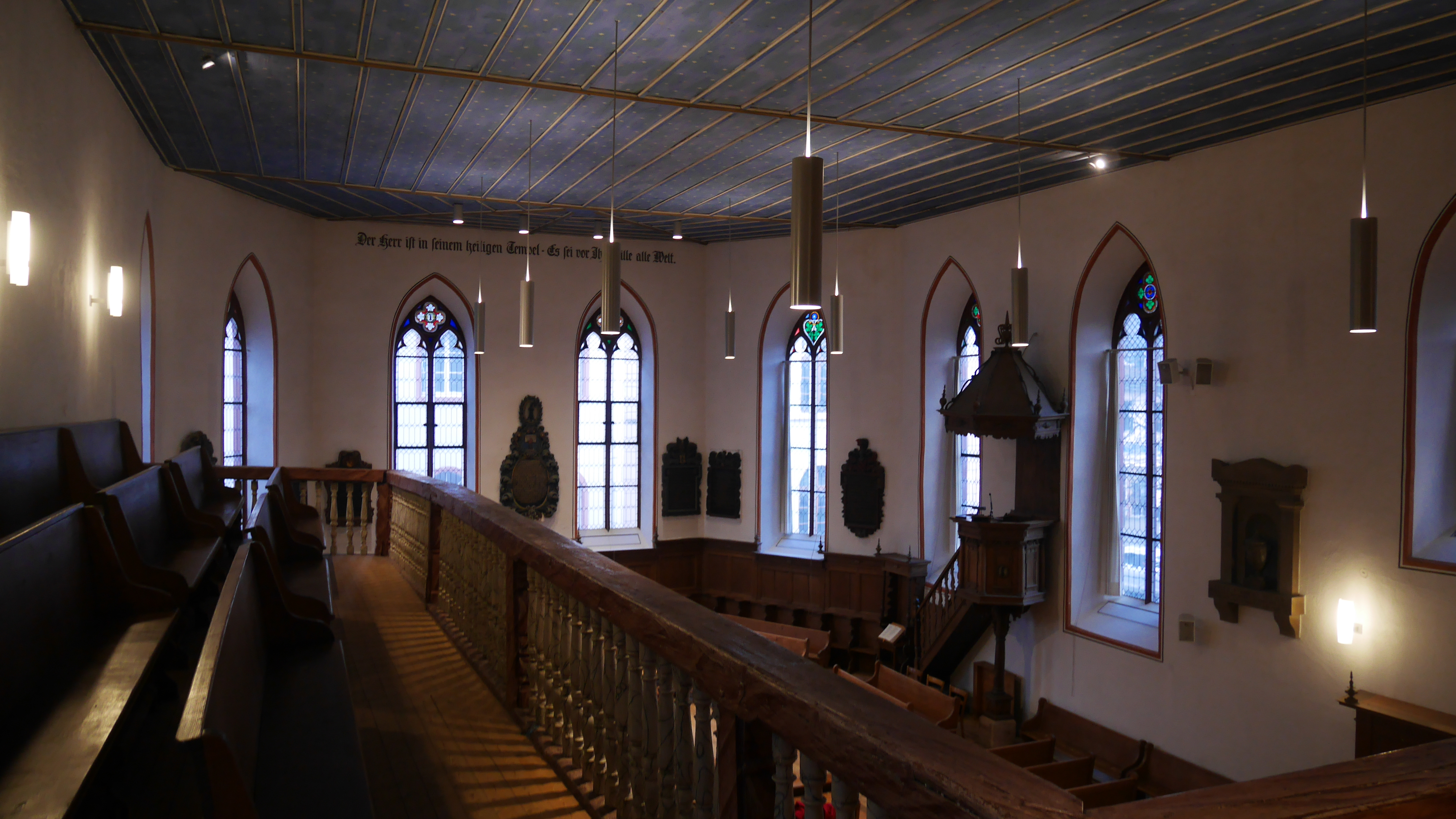
Dorfkirche Riehen innen

Der Haupteingang befindet sich untypisch in der Mitte der strassenseitigen Längsfassade und führt in das einschiffige Langhaus, welches seinen Abschluss in einem fünfseitigen Chorpolygon findet. Das schlicht gehaltene Rauminnere, das etwa 400 Personen Platz bietet, ist unter anderem geprägt durch eine gotische Leistendecke mit Sternenbemalung.

### Epitaphe
In der Kirche befinden sich Epitaphe für die Pfarrer Johannes Müller (1561–1631), Samuel von Brunn (1606–1684), Bonifacius Burckhardt (1656–1708; ein direkter Amtsvorgänger von Paulus Euler und Vorfahre von Jacob Burckhardt), Jakob Heinrich Schönauer (1695–1767), Johann Rudolf Rapp-Hosch (1727–1794) sowie für den Basler Seidenbandfabrikanten Jacob Christoph Frey (1741–1806) und Eleonora Elisabeth Bischoff, geborene Burckhardt (1742–1801; Ehefrau des Basler Tuchhändlers und Grossrats Benedict Bischoff).

### Orgeln
Auf der Empore im hinteren Teil der Kirche ist eine Orgel aufgestellt, die 1953 von Orgelbau Kuhn mit Sitz in Männedorf gebaut wurde. 1977 wurde eine Revision vorgenommen. Bei einer erneuten Revision im Jahr 2003 wurde das Instrument auch klanglich etwas verändert. Es verfügt jetzt über 22 klingende Register auf zwei Manualen und Pedal.
Als Chororgel wird eine Emmentaler Hausorgel mit sechs Registern genutzt, die 1820 vom Orgelbauer Kaspar Bärtschi aus Sumiswald gebaut wurde und als Geschenk 2005 in die Riehener Dorfkirche kam.

### Glocken
Im auf der nördlichen Längsseite angebauten Kirchturm befindet sich ein Glockenstuhl mit vier Glocken, die 1907 von H. Rüetschi, Aarau gegossen wurden. Das Geläut hat ein Gesamtgewicht von 3718 Kilogramm und klingt in einem Es-Dur-Akkord (es′ – g′ – b′ – es″). Auf den beiden Giebelseiten des Turms befindet sich je ein Zifferblatt der Turmuhr.

## Meierhof
Von der Baselstrasse aus gesehen hinter der Kirche liegt der in den Grundmauern spätromanische «Meierhof», der heute als kirchliches Gemeindezentrum genutzt wird. Der ebenfalls im 12. Jahrhundert als Festungsturm errichtete Wohnungsteil der Kirchenburg zählt zu den ältesten seiner Art in Europa. Die Dorfkirche und der Meierhof stehen unter Denkmalschutz.

## Kirchgemeinde
Die Kirche ist das Gotteshaus des Gemeindekreises Riehen Dorf – mit eigenem Pfarrer und Arbeitskreis – in der insgesamt drei Gemeindekreise umfassenden Kirchgemeinde Riehen-Bettingen, die sich mit dem Gebiet der beiden Landgemeinden Riehen und Bettingen im Kanton Basel-Stadt deckt.

## Varia
Direkt an der Riehener Dorfkirche endete bis 1914 die seit 1908 von Basel her kommende Tramlinie. Auf einem Grundstück zwischen Kirche und Strasse war ein aus drei Parallelgeleisen bestehender kleiner Trambahnhof angelegt. Als die Strecke ab 1914 bis zum nahen Grenzübergang zu Deutschland weiter gebaut wurde und nach dem Ersten Weltkrieg ganz bis Lörrach, diente der Platz auch zum Abstellen angehängter Wagen, während der Motorwagen allein weiter fuhr. Die dreispurige Abstellanlage vor der Dorfkirche wurde 1959 abgebrochen. Seit September 1967 endet die Strecke mit einer Umkehrschleife direkt an der Staatsgrenze, auf Höhe der Dorfkirche befindet sich jedoch nach wie vor die Tramhaltestelle Riehen Dorf. Heute befindet sich an der Stelle des Trambahnhofes eine kleine Grünanlage.
Der weltberühmte Mathematiker und Universalgelehrte Leonhard Euler, Sohn von Pfarrer Paul Euler, wuchs im Pfarrhaus in der direkten Nachbarschaft der Kirche auf.